# Notolabrus

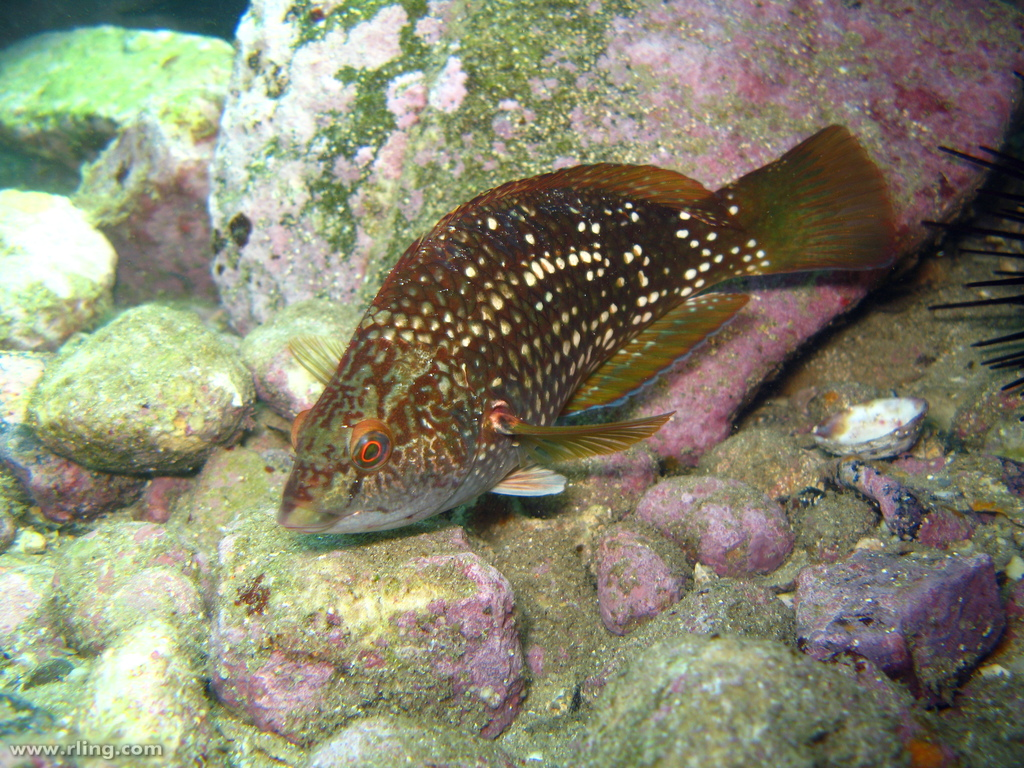
Femella de Notolabrus gymnogenis fotografiada a Nova Gal·les del Sud (Austràlia)

Notolabrus és un gènere de peixos de la família dels làbrids i de l'ordre dels perciformes.

## Taxonomia
- Notolabrus celidotus (Bloch i Schneider, 1801)
- Notolabrus cinctus (Hutton, 1877)
- Notolabrus fucicola (Richardson, 1840)
- Notolabrus gymnogenis (Günther, 1862)
- Notolabrus inscriptus (Richardson, 1848)
- Notolabrus parilus (Richardson, 1850)
- Notolabrus tetricus (Richardson, 1840)[1][2][3][4][5][6][7][8]